# 2-й армійський корпус (Велика Британія)
2-й корпус Великої Британії (англ. II Corps (United Kingdom)) — військове об'єднання, армійський корпус британської армії, часів Наполеонівських, Першої та Другої світових війн, а також у період Холодної війни.

## Історія

### Наполеонівські війни
Навесні 1815 року, на фоні відродження Наполеоном французької армії, герцог Веллінгтон зібрав армію в Південних Нідерландах і сформував її в армійський корпус, навмисно змішавши формування з англо-ганноверського, голландського та німецького контингентів, щоб слабші елементи були зміцнені більш досвідчені або стійкими військами. Він передав II корпус під командування лорда Гілла. Однак Веллінгтон не використовував корпус як тактичну одиницю, а продовжував свою звичну практику віддавати накази безпосередньо командирам дивізій і нижчих командирів. Коли він зібрав свою армію на хребті у Ватерлоо, елементи різних корпусів були перемішані, і хоча він надав Гіллу командування лівим крилом, це включало також підрозділи I корпусу. Після битви структура корпусу була відновлена для просування у Францію, і Веллінгтон віддав накази через Гілла та інших командирів корпусів.

### Перша світова війна
Під час мобілізації в серпні 1914 року було вирішено, що Британський експедиційний корпус матиме дводивізійний армійський корпус, як і французькі армії, з якими повинні були діяти британські війська, але існував лише один штаб корпусу, два були створені нашвидкуруч У серпні 1914 року під командуванням сера Джеймса Грірсона 2-й корпус вирушив до Франції, але 17 серпня Грірсон раптово помер у поїзді під час відвідування фронту. Командувач Британського експедиційного корпусу сер Джон Френч хотів, щоб сер Герберт Пламер змінив Грірсона, але державний секретар з питань війни граф Кітченер натомість вибрав сера Горація Сміта-Доррієна, переведеного з Південного командування. ІІ корпус вперше вступив у бойові дії через два дні в битві при Монсі і залишався на Західному фронті протягом всієї війни.

### Друга світова війна
З початком Другої світової війни 2-й корпус був сформований у Солсбері з двома непідготовленими піхотними дивізіями під командуванням генерал-лейтенанта сера Алана Брука з Південного командування. Наприкінці вересня 1939 року корпус переправили до Франції, де увели до Британських експедиційних сил (BEF) і відразу ж передислокували до французького кордону. Він брав участь у просуванні до Бельгії, а потім був відкинутий з рештою британських сил до Дюнкерка. Під час відступу II корпус прикривав вразливий лівий фланг Британського експедиційного корпусу. 29 травня 1940 року Брук отримав наказ повернутися до Британії для формування нових сил, і передав тимчасове командування II корпусом генерал-майору Бернарду Монтгомері з 3-ї дивізії. У червні 1940 року під керівництвом Монтгомері II корпус був евакуйований з Дюнкерка.
В період з 1940 до початку 1944 року ІІ корпус дислокувався на території Сполученого Королівства поблизу Ньюмаркету у складі Східного командування. Згодом був обраний одним із двох корпусів, які включили до уявної британської 4-ї армії, яка згідно з планом дезінформаційної операції «Фортитьюд-Норт» мала атакувати Норвегію.
Для цієї операції ІІ корпус умовно розгорнув свою штаб-квартиру в Стерлінгу в Шотландії і умовно складався з справжньої 3-ї піхотної дивізії (незабаром замінена умовною 58-ю піхотною дивізією), справжньої 55-ї (Західний Ланкашир) піхотної дивізії в Північній Ірландії та 113-ї окремої піхотної бригади на Оркнейських островах. В рамках «Фортитьюд-Норт» II корпус імовірно мав атакувати Ставангер, при цьому 3-тя дивізія (згодом 58-ма) за підтримки командос і десантників захоплювали аеродроми, 55-та (Західний Ланкашир) дивізія приєдналася як наступна; XV корпус США з Північної Ірландії за планом вступав у битву, посилюючи сили, які наступали на Осло.
На початку червня 1944 року корпус був переведений до 1-ї американської групи армій (FUSAG) і переміщений до Лінкольншира. У листопаді 1944 року умовно його включили до складу 1-ї канадської армії в дезінформаційній операції «Троллейкар II» (загрожуючи нападом на німців у Нідерландах).

## Командування
Наполеонівські війни
- лейтенант-генерал Роланд Гілл (1815);

напередодні Першої світової війни
- генерал сер Генрі Івлін Вуд (1 жовтня 1901 — 31 грудня 1904);

Перша світова війна
- лейтенант-генерал Джеймс Грірсон (серпень 1914);
- лейтенант-генерал Горацій Сміт-Дорріен (серпень — грудень 1914);
- лейтенант-генерал Чарльз Фергюссон (січень 1915 — травень 1916);
- лейтенант-генерал Джейкоб Клод (вересень 1916 — вересень 1919);
- лейтенант-генерал сер Александер Годлі (вересень — листопад 1919);

Друга світова війна
- лейтенант-генерал сер Алан Френсіс Брук (1939 — 1940);
- лейтенант-генерал Бернард Монтгомері (травень — червень 1940);
- лейтенант-генерал Едмунд Осборн (1940 — 1941);
- лейтенант-генерал Кеннет Артур Андерсон (1941 — 1942);
- лейтенант-генерал Джеймс Стюарт Стіл (квітень — вересень 1942);
- лейтенант-генерал Джеральд Темплер (1942 — 1943);
- лейтенант-генерал Герберт Ламсден (липень — жовтень 1943);
- лейтенант-генерал сер Десмонд Андерсон (1943 — 1944).